# Familia Catacazi
Familia Catacazi (în rusă Катакази) a fost o familie nobiliară de origine fanariotă din Principatul Moldovei, ulterior din Imperiul Rus. Au fost cunoscuți ca diplomați si politicieni. Familia deținea proprietăți în Moldova Orientală.  
În 1807, în urma unor neînțelegeri cu autoritățile otomane, boierul moldovean-fanariot Anton Catacazi a emigrat împreună cu familia sa, au emigrat în Imperiul Rus. În urma anexării Basarabiei de către Imperiul țarist, aceștia și-au recuperat proprietățile. O parte din aceștia au trăit și în Basarabia românească, până la anexarea acesteia de către URSS.
Cei mai importanți membri ai familiei au fost: 
- Gavriil Catacazi, diplomat, Ambasador al Rusiei în Grecia, senator, fiul lui Anton Catacazi

- Constantin Catacazi, diplomat, Ambasador al Rusiei în SUA, fiul lui Gavriil

- Constantin A. Catacazi, politician, guvernator al Basarabiei între 1817-1825

- Mihail Catacazi, senator, guvernator al Regiunii Kiev între 1868-1871